# Stylurus amnicola
Stylurus amnicola – gatunek ważki z rodziny gadziogłówkowatych (Gomphidae). Występuje na terenie Ameryki Północnej.